# Canada ai V Giochi olimpici invernali

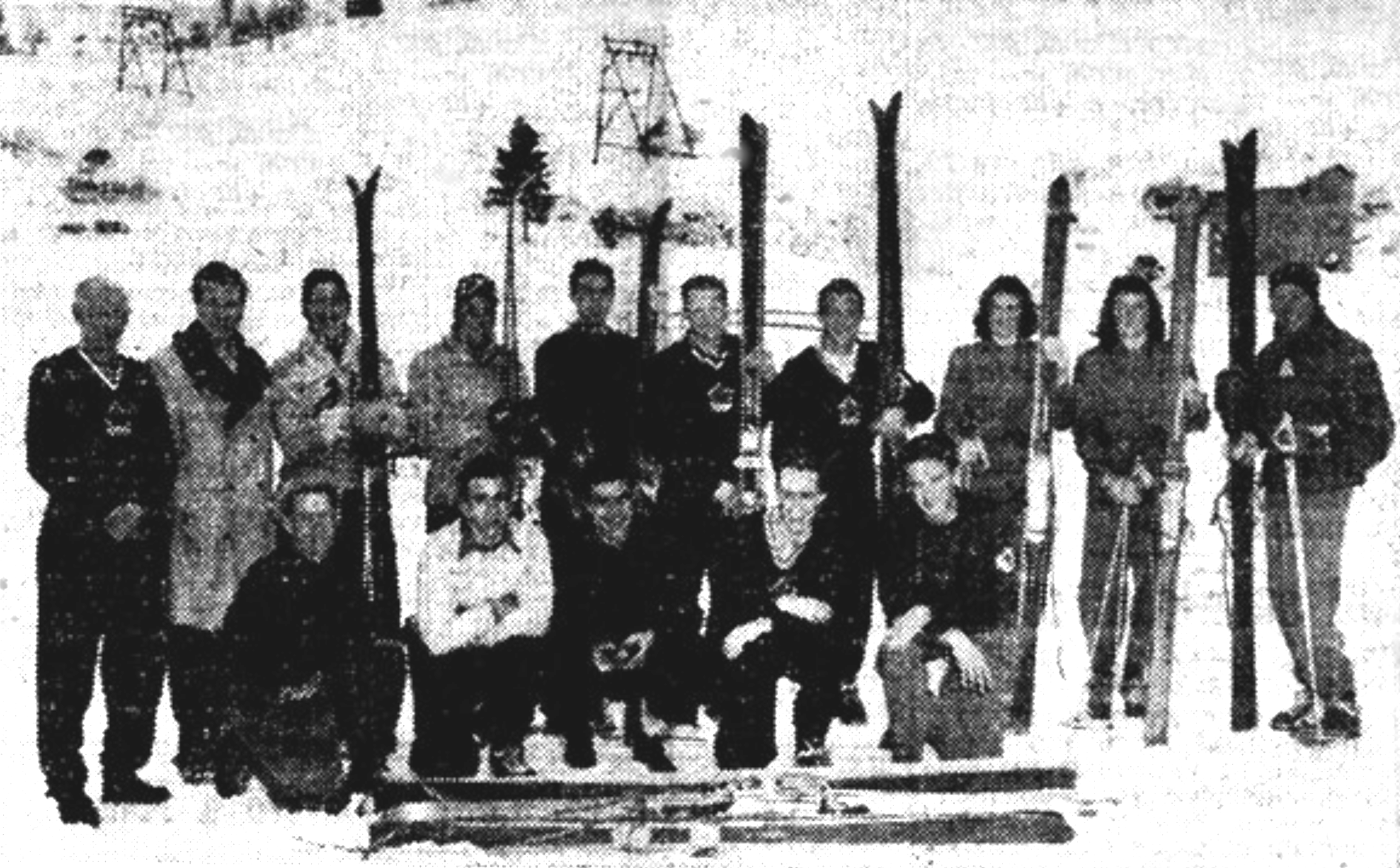
La nazionale canadese ai Giochi olimpici di Sankt Moritz 1948. In ginocchio da sinistra: Fert Irwin, Hector Sutherland, Noel Paul, Laurent Bernier, Harvey Clifford. In piedi da sinistra: Torney Pickering, Louis Cochand (capo della squadra), Bill Irwin, Pierre Jalbert, Iohn Clifford, Tom Mobraaten, Lue Laferte, Rhona Wurtele, Rhoda Wurtele e Emile Allais.

Il Canada partecipò ai V Giochi olimpici invernali, svoltisi a Sankt Moritz, Svizzera, dal 30 gennaio all'8 febbraio 1948, con una delegazione di 28 atleti impegnati in sette discipline.

## Medagliere

### Per discipline
| Sport                 | Oro | Argento | Bronzo | Totale |
| --------------------- | --- | ------- | ------ | ------ |
| Pattinaggio di figura | 1   | 0       | 1      | 2      |
| Hockey su ghiaccio    | 1   | 0       | 0      | 1      |
| Totale                | 2   | 0       | 1      | 3      |

### Medaglie
| Medaglia | Atleta | Sport                 | Evento                          |
| -------- | --- | --------------------- | ------------------------------- |
| Oro      | H. Brooks Murray Dowey Bernard Dunster R.A. Forbes A. Gilpin Jean Gravelle Patrick Guzzo Walter Halder Thomas Hibberd Ross King Henri-André Laperrière John Lecompte J. Leichnitz George Mara Albert Renaud Reginald Schroeter Irving Taylor | Hockey su ghiaccio    | Torneo                          |
| Oro      | Barbara Ann Scott | Pattinaggio di figura | Pattinaggio di figura femminile |
| Bronzo   | Suzanne Morrow Wallace Diestelmeyer | Pattinaggio di figura | Pattinaggio di figura a coppie  |